# Coppa Italia di pallacanestro maschile 2017
La Coppa Italia di pallacanestro maschile 2017, denominata Postemobile Final Eight 2017 per ragioni di sponsorizzazione, è prevista dal 16 al 19 febbraio 2017 al Polo fieristico di Rimini.
La competizione, al contrario dell'edizione precedente, si disputa nell'arco di quattro giorni. I quarti di finale, infatti, sono divisi tra giovedì 16 e venerdì 17 febbraio 2017.

## Squadre
Le squadre qualificate sono le prime otto classificate al termine del girone di andata (10 gennaio 2017) della Serie A 2016-2017.
1. EA7 Emporio Armani Milano
2. Umana Reyer Venezia
3. Sidigas Avellino
4. Grissin Bon Reggio Emilia

1. Betaland Capo d'Orlando
2. Banco di Sardegna Sassari
3. Germani Basket Brescia
4. Enel Brindisi

## Tabellone
|  | Quarti di finale 16 / 17 febbraio | Quarti di finale 16 / 17 febbraio | Quarti di finale 16 / 17 febbraio |                |                | Semifinali 18 febbraio | Semifinali 18 febbraio | Semifinali 18 febbraio |  |  | Finale 19 febbraio | Finale 19 febbraio | Finale 19 febbraio |
|  |                                   |                                   |                                   |                |                |                        |                        |                        |  |  |                    |                    |                    |
|  | 1                                 | Olimpia Milano                    | 77                                |                |                |                        |                        |                        |  |  |                    |                    |                    |
|  | 8                                 | N.B. Brindisi                     | 75                                |                |                |                        |                        |                        |  |  |                    |                    |                    |
|  | 8                                 | N.B. Brindisi                     | 75                                |                | 1              | Olimpia Milano         | 87                     |                        |  |  |                    |                    |                    |
|  |                                   |                                   |                                   |                | 1              | Olimpia Milano         | 87                     |                        |  |  |                    |                    |                    |
|  |                                   | 4                                 | Pall. Reggiana                    | 84             |                |                        |                        |                        |  |  |                    |                    |                    |
|  | 4                                 | 4                                 | Pall. Reggiana                    | 84             | Pall. Reggiana | 63                     |                        |                        |  |  |                    |                    |                    |
|  | 4                                 |                                   |                                   |                | Pall. Reggiana | 63                     |                        |                        |  |  |                    |                    |                    |
|  | 5                                 | Orlandina                         | 61                                |                |                |                        |                        |                        |  |  |                    |                    |                    |
|  |                                   |                                   |                                   |                |                |                        |                        |                        |  |  | 1                  | Olimpia Milano     | 84                 |
|  |                                   |                                   | 6                                 | Dinamo Sassari | 74             |                        |                        |                        |  |  |                    |                    |                    |
|  | 3                                 | Scandone Avellino                 | 68                                |                |                |                        |                        |                        |  |  |                    |                    |                    |
|  | 6                                 | Dinamo Sassari                    | 69                                |                |                |                        |                        |                        |  |  |                    |                    |                    |
|  | 6                                 | Dinamo Sassari                    | 69                                |                | 6              | Dinamo Sassari         | 77                     |                        |  |  |                    |                    |                    |
|  |                                   |                                   |                                   |                | 6              | Dinamo Sassari         | 77                     |                        |  |  |                    |                    |                    |
|  |                                   | 7                                 | Leonessa Brescia                  | 70             |                |                        |                        |                        |  |  |                    |                    |                    |
|  | 2                                 | 7                                 | Leonessa Brescia                  | 70             | Reyer Venezia  | 68                     |                        |                        |  |  |                    |                    |                    |
|  | 2                                 |                                   |                                   |                | Reyer Venezia  | 68                     |                        |                        |  |  |                    |                    |                    |
|  | 7                                 | Leonessa Brescia                  | 76                                |                |                |                        |                        |                        |  |  |                    |                    |                    |

### Tabellini

#### Quarti di finale
| Arbitri: | Begnis (Crema) Martolini (Roma) Weidmann (Roma) |

|                      |            |                  |
| Aradori 11           | Punti      | 14 Archie        |
| Aradori, Needham 3   | Assist     | 4 Stojanović     |
| Reynolds 8           | Rimbalzi   | 8 Delaš          |
| Massimiliano Menetti | Allenatori | Gennaro Di Carlo |

| Arbitri: | Sahin (Messina) Seghetti (Livorno) Vicino (Bologna) |

|                  |            |                             |
| McLean 14        | Punti      | 15 R. Carter, M'Baye, Scott |
| Kalnietis 7      | Assist     | 4 N. Moore                  |
| Mačvan, McLean 7 | Rimbalzi   | 9 M'Baye                    |
| Jasmin Repeša    | Allenatori | Romeo Sacchetti             |

| Arbitri: | Lanzarini (Bologna) Mazzoni (Grosseto) Biggi (Sarmato) |

|                    |            |                    |
| Ragland, Thomas 16 | Punti      | 15 Stipčević       |
| Green 5            | Assist     | 3 Lacey, Stipčević |
| Fesenko, Thomas 11 | Rimbalzi   | 7 Lacey            |
| Stefano Sacripanti | Allenatori | Federico Pasquini  |

| Arbitri: | Mattioli (Pesaro) Filippini (Pisa) Paglialunga (Taranto) |

|                    |            |              |
| Bramos 22          | Punti      | 19 Landry    |
| Haynes 5           | Assist     | 8 L. Vitali  |
| Perić 6            | Rimbalzi   | 8 Moss       |
| Walter De Raffaele | Allenatori | Andrea Diana |

#### Semifinali
| Arbitri: | Lo Guzzo (Catanzaro) Mazzoni (Grosseto) Rossi (Sansepolcro) |

|                                  |            |                         |
| Sanders 22                       | Punti      | 14 Aradori              |
| Cinciarini, Kalnietis, Sanders 5 | Assist     | 4 Della Valle, Kaukėnas |
| McLean 7                         | Rimbalzi   | 6 Polonara              |
| Jasmin Repeša                    | Allenatori | Massimiliano Menetti    |

| Arbitri: | Sahin (Messina) Lanzarini (Bologna) Sardella (Rimini) |

|                   |            |              |
| Lacey 15          | Punti      | 20 Landry    |
| Lacey 5           | Assist     | 8 L. Vitali  |
| Lacey 8           | Rimbalzi   | 8 L. Moore   |
| Federico Pasquini | Allenatori | Andrea Diana |

#### Finale
| Arbitri: | Begnis (Crema) Seghetti (Livorno) Filippini (Pisa) |

|               |            |                   |
| Hickman 25    | Punti      | 15 Lacey          |
| Cinciarini 4  | Assist     | 4 Sacchetti       |
| Mačvan 7      | Rimbalzi   | 9 Lydeka          |
| Jasmin Repeša | Allenatori | Federico Pasquini |

| Quintetto titolare | Quintetto titolare | Quintetto titolare | Pt   | Rim  | Ass  |
| ------------------ | ------------------ | ------------------ | ---- | ---- | ---- |
| PG                 | 7                  | Ricky Hickman      | 25   | 3    | 2    |
| P                  | 9                  | Mantas Kalnietis   | 9    | 3    | 2    |
| C                  | 11                 | Miroslav Raduljica | 0    | 2    | 0    |
| AG                 | 14                 | Davide Pascolo     | 5    | 1    | 1    |
| AP                 | 21                 | Rakim Sanders      | 15   | 6    | 3    |
| Panchina:          |                    |                    |      |      |      |
| AC                 | 1                  | Jamel McLean       | 6    | 4    | 2    |
| A                  | 2                  | Simone Fontecchio  | n.e. | n.e. | n.e. |
| G                  | 12                 | Zoran Dragić       | 7    | 4    | 0    |
| AG                 | 13                 | Milan Mačvan       | 11   | 7    | 1    |
| P                  | 20                 | Andrea Cinciarini  | 6    | 6    | 4    |
| AP                 | 23                 | Awudu Abass        | n.e. | n.e. | n.e. |
| GA                 | 30                 | Bruno Cerella      | 0    | 0    | 0    |
| Allenatore:        |                    |                    |      |      |      |
| Jasmin Repeša      |                    |                    |      |      |      |

| EA7 Emporio Armani Milano |  | Banco di Sardegna Sassari |

| Vincitrice Coppa Italia 2017 |
| ---------------------------- |
| Olimpia Milano 6º titolo     |

| Quintetto titolare | Quintetto titolare | Quintetto titolare | Pt   | Rim  | Ass  |
| ------------------ | ------------------ | ------------------ | ---- | ---- | ---- |
| P                  | 5                  | David Bell         | 5    | 1    | 1    |
| G                  | 7                  | Trevor Lacey       | 15   | 2    | 1    |
| GA                 | 8                  | Giacomo Devecchi   | 3    | 2    | 1    |
| A                  | 14                 | Brian Sacchetti    | 3    | 3    | 4    |
| C                  | 16                 | Tautvydas Lydeka   | 9    | 9    | 2    |
| Panchina:          |                    |                    |      |      |      |
| PG                 | 10                 | Lorenzo D'Ercole   | 0    | 0    | 1    |
| AG                 | 20                 | Duško Savanović    | 7    | 6    | 0    |
| AP                 | 23                 | Josh Carter        | 8    | 3    | 2    |
| P                  | 24                 | Rok Stipčević      | 11   | 1    | 2    |
| C                  | 31                 | Gani Lawal         | 13   | 7    | 0    |
| PG                 | 32                 | Diego Monaldi      | n.e. | n.e. | n.e. |
| A                  | 99                 | Michele Ebeling    | n.e. | n.e. | n.e. |
| Allenatore:        |                    |                    |      |      |      |
| Federico Pasquini  |                    |                    |      |      |      |